# Geranium sintenisii
Geranium sintenisii là một loài thực vật có hoa trong họ Mỏ hạc. Loài này được Freyn mô tả khoa học đầu tiên năm 1895.